# Simón Reyes Rivera
Simón Reyes Rivera (Tarija, Bolivia; 5 de enero de 1933 - Santa Cruz de la Sierra, Bolivia; 1 de noviembre de 2012) fue un dirigente sindical y político boliviano. Fue también fundador y primer secretario del Partido Comunista de Bolivia, Secretario General de la Federación Sindical de Trabajadores Mineros de Bolivia, Secretario Ejecutivo de la Central Obrera Boliviana, Diputado Nacional y senador de la República de Bolivia.

## Reseña biográfica
Nació en la ciudad de Tarija, en su juventud realizó el oficio de zapatero, fue asiduo lector toda su vida.
En 1950 junto a exmilitantes del Partido de la Izquierda Revolucionaria (PRI) funda el Partido Comunista de Bolivia y fue su máximo líder hasta 1960.

“Se me informa además que Simón ha manifestado su decisión de ayudarnos independientemente de lo que resuelva el partido”
Ernesto Che Guevara

Simón Reyes falleció en la ciudad de Santa Cruz de la Sierra el 1 de noviembre de 2012, a sus 79 años de edad, a consecuencia de una infección pulmonar. El entonces presidente Evo Morales dijo al enterarse:

Dolor para mí la pérdida de un dirigente político y sindical histórico, nunca claudicó en su lucha por la liberación del país.

Fue sepultado en el cementerio Las Misiones de Santa Cruz de la Sierra.

## Cargos ejercidos
- Secretario del Partido Comunista de Bolivia (1950-1960).
- Secretario General de la Federación Sindical de Trabajadores Mineros de Bolivia.
- Secretario Ejecutivo de la Central Obrera Boliviana (1987-1988).
- Diputado Nacional.
- Senador de la República.